# Michael Düring
Michael Düring (* 30. März 1963 in Münster) ist ein deutscher Slawist.

## Leben
Von 1984 bis 1992 studierte er englische Philologie, ostslavische Philologie und westslavische Philologie an der Universität Münster. Nach der Promotion 1994 an der Westfälischen-Wilhelms-Universität zu Münster war er von 1995 bis 2001 Assistent am Lehrstuhl für Slawische Literaturwissenschaft der Universität Greifswald. Nach der Habilitation 2001 war er von 2002 bis 2006 Oberassistent am Lehrstuhl für Slawische Literaturwissenschaft in Greifswald. 2003/2004 war er Vertretungsprofessor am Institut für Slavistik der Universität Wien (Westslavistik). Seit Oktober 2006 ist er Professor für Slavistische Kultur- und Literaturwissenschaft an der Christian-Albrechts-Universität zu Kiel.

## Schriften (Auswahl)
- Šarik, Voland, Tichomirov und Čonkin im Land der Gähnenden Höhen. Studien zur „nichtoffiziellen“ russischen satirischen Prosa. Münster 1994, ISBN 3-8258-2156-0.
- Jonathan Swift in Russland. Kritische, übersetzerische und kreative Rezeption. Frankfurt am Main 2007, ISBN 3-631-54759-5.
- (Hrsg.): Nur Bären und Wölfe? Natur und Umwelt im östlichen Europa. Lohmar 2011, ISBN 3-8441-0089-X.
- (Hrsg.): Das Jahr 1991. Umbrüche im östlichen Europa. Lohmar 2013, ISBN 978-3-8441-0219-2.